# Kiwitea Street
El Kiwitea Street (prèviament conegut com a Freyberg Field) és un estadi multiusos d'Auckland, Nova Zelanda. Té capacitat per a 3.500 espectadors. Avui en dia és usat majoritàriament per a esdeveniments futbolístics, en particular partits de l'Auckland City FC i el Central United.

## Història
L'estadi ha estat l'estadi on juga l'Auckland City des del 2004, l'any en què s'inaugurà el Campionat de Futbol de Nova Zelanda.
El 2007 fou l'estadi on es jugà la final de la Copa Chatham, la copa amateur de futbol de Nova Zelanda.